# Dieter Fromm
Dieter Fromm  (né le 21 avril 1948 à Bad Langensalza) est un athlète allemand, spécialiste du 800 mètres. 

## Biographie
Représentant la République démocratique allemande, Dieter Fromm se classe deuxième des Championnats d'Europe juniors de 1966. Deux ans plus tard il dispute les Jeux olympiques de Mexico, obtenant la sixième place de la finale dans le temps de 1 min 46 s 2. 
Il se distingue lors de la saison 1969 en remportant tout d'abord les Jeux européens en salle de Belgrade en 1 min 46 s 6, temps constituant la meilleure performance mondiale sur la distance jusqu'en 1977. Il s'adjuge par la suite le titre continental en plein air à l'occasion des Championnats d'Europe disputés à Athènes. Auteur d'un nouveau record de la compétition en 1 min 45 s 9, Fromm devance le Tchécoslovaque Jozef Plachý et l'autre coureur est-allemand Manfred Matuschewski.
En 1971 Dieter Fromm se classe deuxième des Championnats d'Europe d'Helsinki derrière le Soviétique Yevgeniy Arzhanov. L'année suivante, à Munich, il accède pour la deuxième fois de sa carrière à une finale de Jeux olympiques. Il s'y classe huitième en 1 min 48 s 0.
Septième des Championnats d'Europe de 1974, toujours sur 800 m, il met fin à sa carrière athlétique en 1976 après une rupture du talon d'Achille causée par une chaussure d'un concurrent, alors qu'il devait monter sur 1500 m pour les Jeux olympiques de Montréal. 
Il est le beau-père de la sprinteuse Uta Rohländer.

### Palmarès
| Date | Compétition                   | Lieu     | Résultat | Épreuve |
| ---- | ----------------------------- | -------- | -------- | ------- |
| 1966 | Championnats d'Europe juniors | Odessa   | 2e       | 800 m   |
| 1968 | Jeux olympiques               | Mexico   | 6e       | 800 m   |
| 1969 | Championnats d'Europe         | Athènes  | 1er      | 800 m   |
| 1971 | Championnats d'Europe         | Helsinki | 2e       | 800 m   |
| 1972 | Jeux olympiques               | Munich   | 8e       | 800 m   |
| 1974 | Championnats d'Europe         | Rome     | 7e       | 800 m   |

### Records
| Épreuve | Performance  | Lieu            | Date   |
| ------- | ------------ | --------------- | ------ |
| 800 m   | 1 min 45 s 4 | 14 juillet 1972 | Berlin |